# William Wright (corsaire)
Pour les articles homonymes, voir William Wright et Wright.
William Wright ( fl. 1675-1682) est un corsaire anglais au service de la France contre les espagnols dans les antilles et plus tard un boucanier qui a attaqué des villes espagnoles à la fin du XVIIe siècle.

## Biographie

Côte des Mosquitos.

On sait peu de choses de William Wright avant son installation à Saint Domingue au milieu des années 1670. Acceptant une commission de guerre du gouverneur français en 1675, il fit plus tard une descente dans la colonie espagnole de Ségovie (aujourd'hui le Nicaragua) avec plusieurs autres corsaires.           
Naviguant vers l'archipel de San Blas en 1679, il recruta plusieurs marins avant de se rendre sur la côte des mosquitos pour retrouver un ami nommé John Gret. De retour aux îles San Blas, John Gret négocia au nom de William Wright pour former une alliance avec les autochtones locaux. Cependant, malgré cette alliance, les corsaires, dirigés par Jean Bernanos, ont été vaincus après une tentative d'attaque contre la ville espagnole de Chepo plusieurs semaines plus tard.           
Peu de temps après le raid, William Wright quitta Petit-Goâve avec le capitaine Thomas Paine naviguant aux abords les colonies espagnoles de Carthagène à Caracas capturant un navire escorté par l'Armada espagnole de Barlovento.
En mai 1680, alors qu'ils étaient sur l'île de La Blanquilla, William Wright et Thomas Paine rejoignirent le capitaine français Michel de Grandmont qui captura plus tard le port de La Guayra à Caracas avant d'être chassés par les défenseurs espagnols en juillet. Peu de temps après, il s'est associé au boucanier Jacob Evertson, contrariant les Néerlandais au large de Curaçao.
En mai de l'année suivante, William Wright commandait un petit bateau de quatre canons avec un équipage de quarante hommes. Rejoint par huit autres corsaires, en plus de cinquante boucaniers anglais de la mer du Sud, William Wright a quitté l'archipel de San Blas dans l'intention de faire un raid sur une ville espagnole, probablement la ville de Cartago au Costa Rica, mais de nombreux corsaires ont manqué le rendez-vous à San Andrés. William Wright a continué à capturer une tartane espagnole qu'il a donnée à trente marins anglais des mers du Sud qui avaient refusé de naviguer sous le corsaire français qu'ils avaient quitté l'île de San Blas.
William Wright, avec les capitaines français Archembeau et Toccart, a navigué à Corn Island puis à Bluefield's River où il a laissé les corsaires français. Arrivé à Bocas del Toro quelques semaines plus tard, William Wright s'est joint au capitaine néerlandais Yankey Willems, qui lui-même n'avait pas de commission, et est parti avec Yankey Willems de Boca del Toro en septembre en naviguant vers le sud le long de la Colombie où Yankey Willems a capturé un navire marchand espagnol transportant du sucre et du tabac. William Wright recevant le bateau de Yankey Willems, alors que Yankey Willems gardait le navire marchand, incendia son propre navire et vendit la tartane espagnole qu'il avait prise près de Cartago à l'un des commerçants jamaïcains à bord.